# Songeons
Songeons ist eine französische Gemeinde mit 939 Einwohnern (Stand 1. Januar 2022) im Département Oise in der Region Hauts-de-France. Sie gtehört zum Arrondissement Beauvais, zur Communauté de communes de la Picardie Verte und zum Kanton Grandvilliers.

## Geographie
Die Gemeinde Songeons im picardischen Teil der Landschaft Pays de Bray liegt am Thérain, rund 22 Kilometer nordwestlich von Beauvais. Zur Gemeinde gehören die Weiler Seronville und Riffin sowie das Gehöft Limermont im Norden. Von 1894 bis 1934 wurde die Gemeinde von der Eisenbahn bedient (Meterbahnstrecke von Milly-sur-Thérain nach Formerie).

## Toponymie und Geschichte
1149 wurde der Ort unter der Bezeichnung Songuins genannt.
Die Festung Château Gaillard sicherte den Ort. Im Hundertjährigen Krieg fand 1426 ein Gefecht zwischen englischen Truppen der Garnison Gournay und königlich-französischen Partisanen statt. Später plünderten Truppen Karls des Kühnen den Ort. König Franz I. bewilligte die Errichtung eines gedeckten Markts, aus dem sich später die Markthalle entwickelte. Im 19. Jahrhundert wurde Songeons durch die Herstellung von Brillen und optischen Linsen bekannt.

## Einwohner
| Jahr                       | 1962 | 1968 | 1975 | 1982 | 1990 | 1999 | 2010 | 2021 |
| -------------------------- | ---- | ---- | ---- | ---- | ---- | ---- | ---- | ---- |
| Einwohner                  | 796  | 850  | 780  | 837  | 883  | 1076 | 1114 | 946  |
| Quellen: Cassini und INSEE |      |      |      |      |      |      |      |      |

## Sehenswürdigkeiten
- aus Feuerstein im Jahr 1650 errichtete Kirche Saint-Martin mit zwei Holzreliquiaren
- Schloss in Ziegelbauweise aus dem Jahr 1720, heute von einer Schwesternkongregation genutzt
- alte Mairie aus dem Jahr 1819 mit korinthischem Portikus, 1988 als Monument historique eingetragen.[2]
- restauriertes Lavoir Yaya
- hölzerne Markthalle, 1988 als Monument historique eingetragen.[3]
- zahlreiche für die Landschaft Pays de Bray typische Häuser

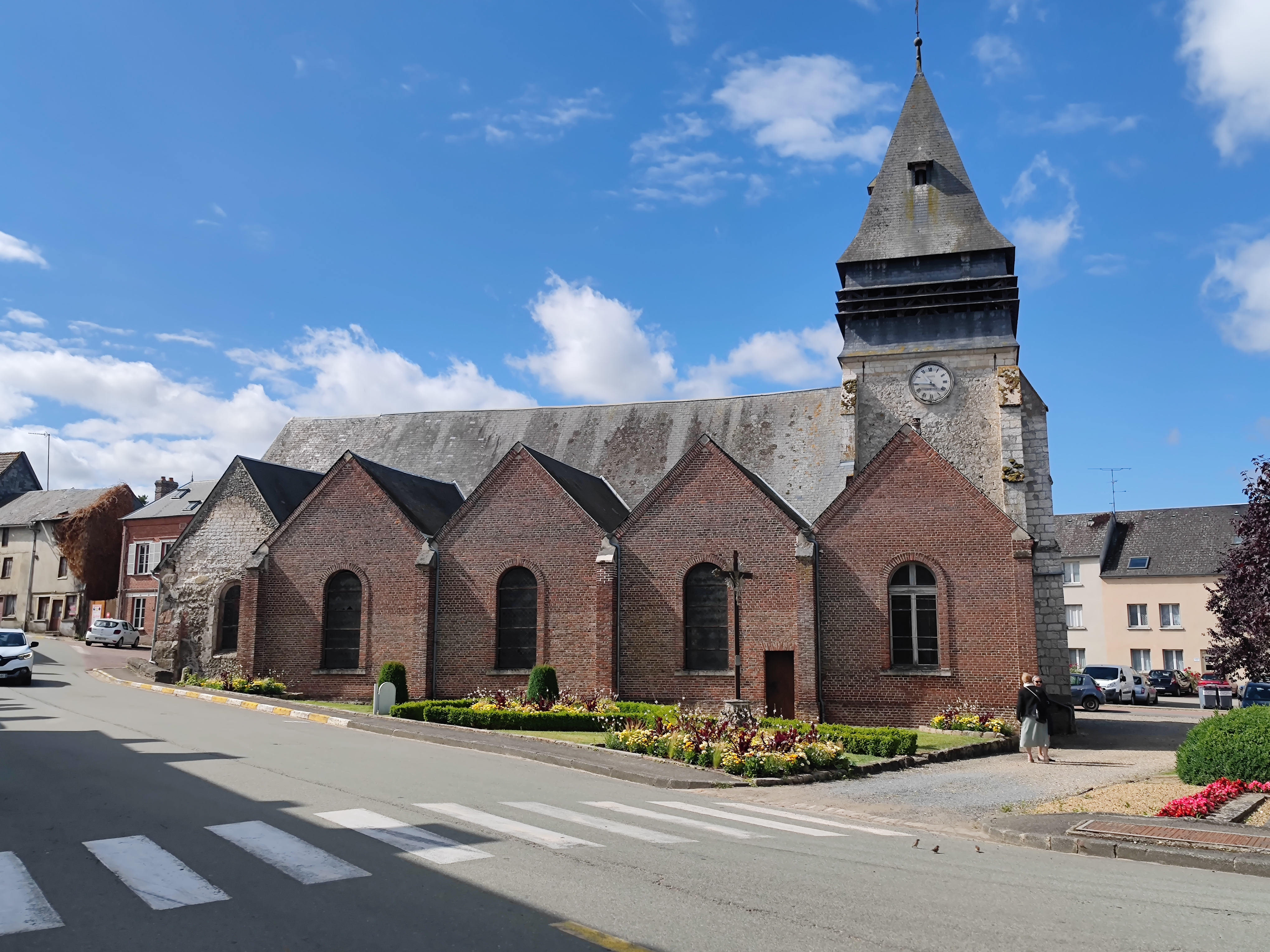
Kirche Saint-Martin
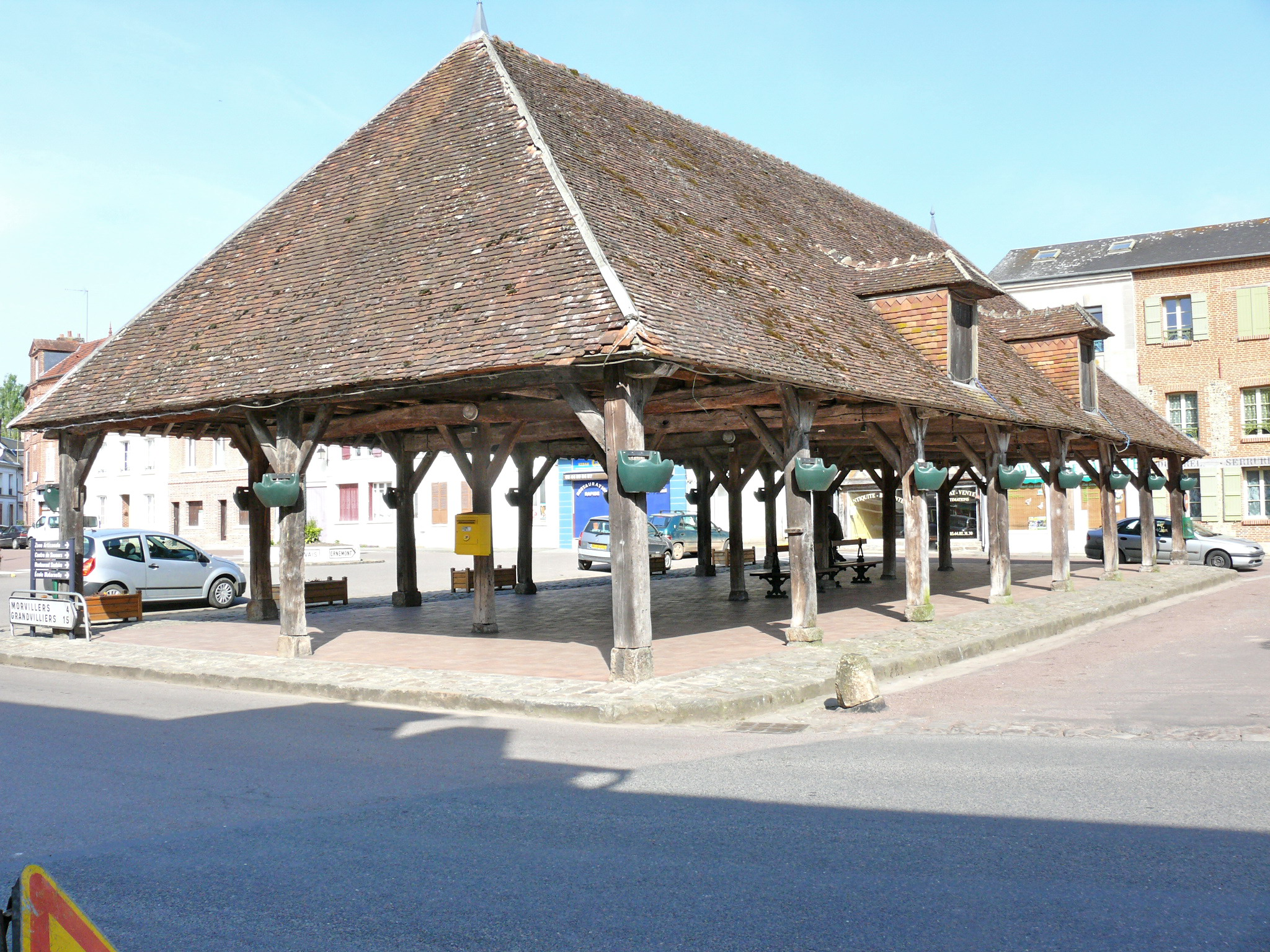
Markthalle
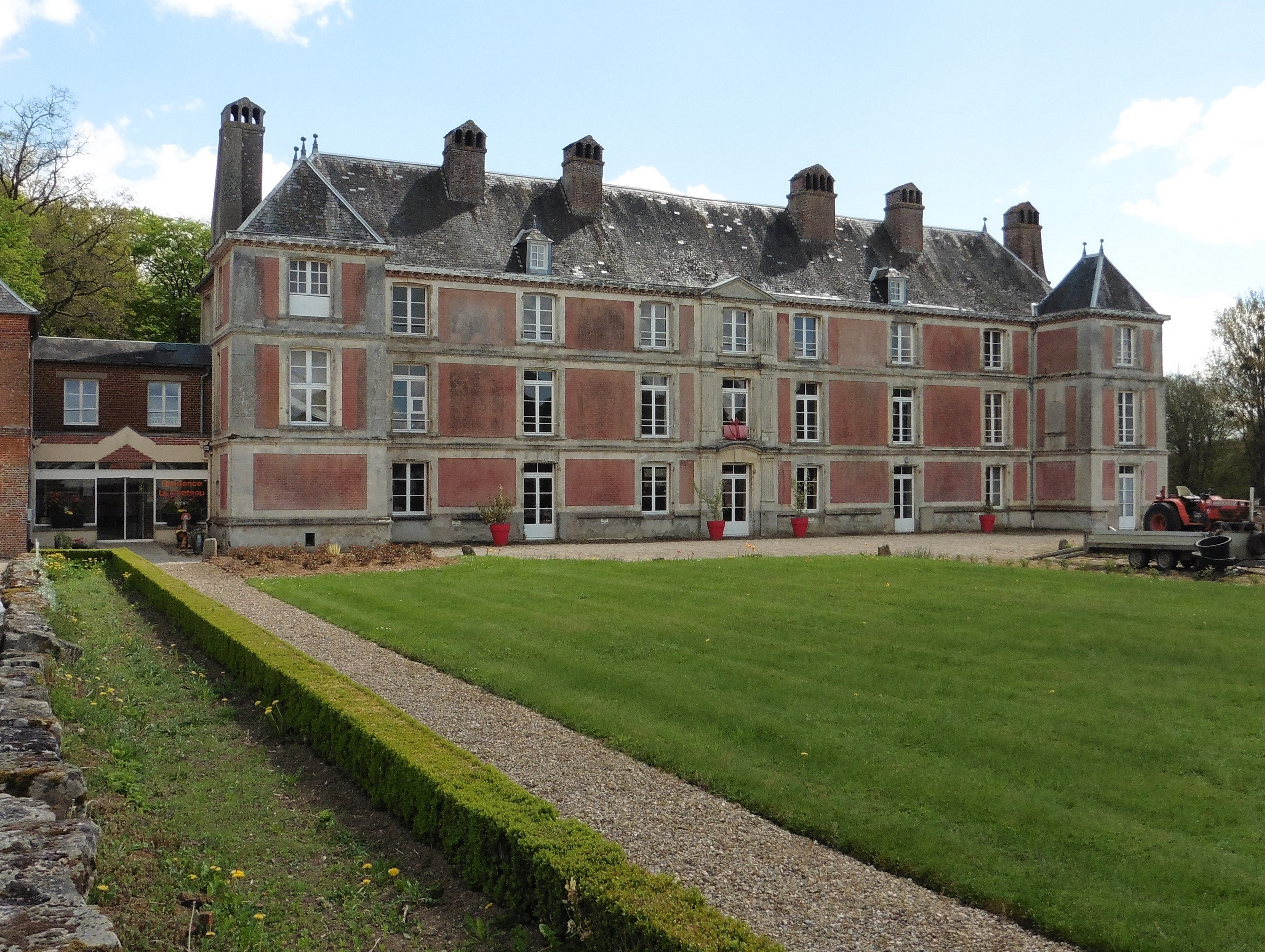
Schloss
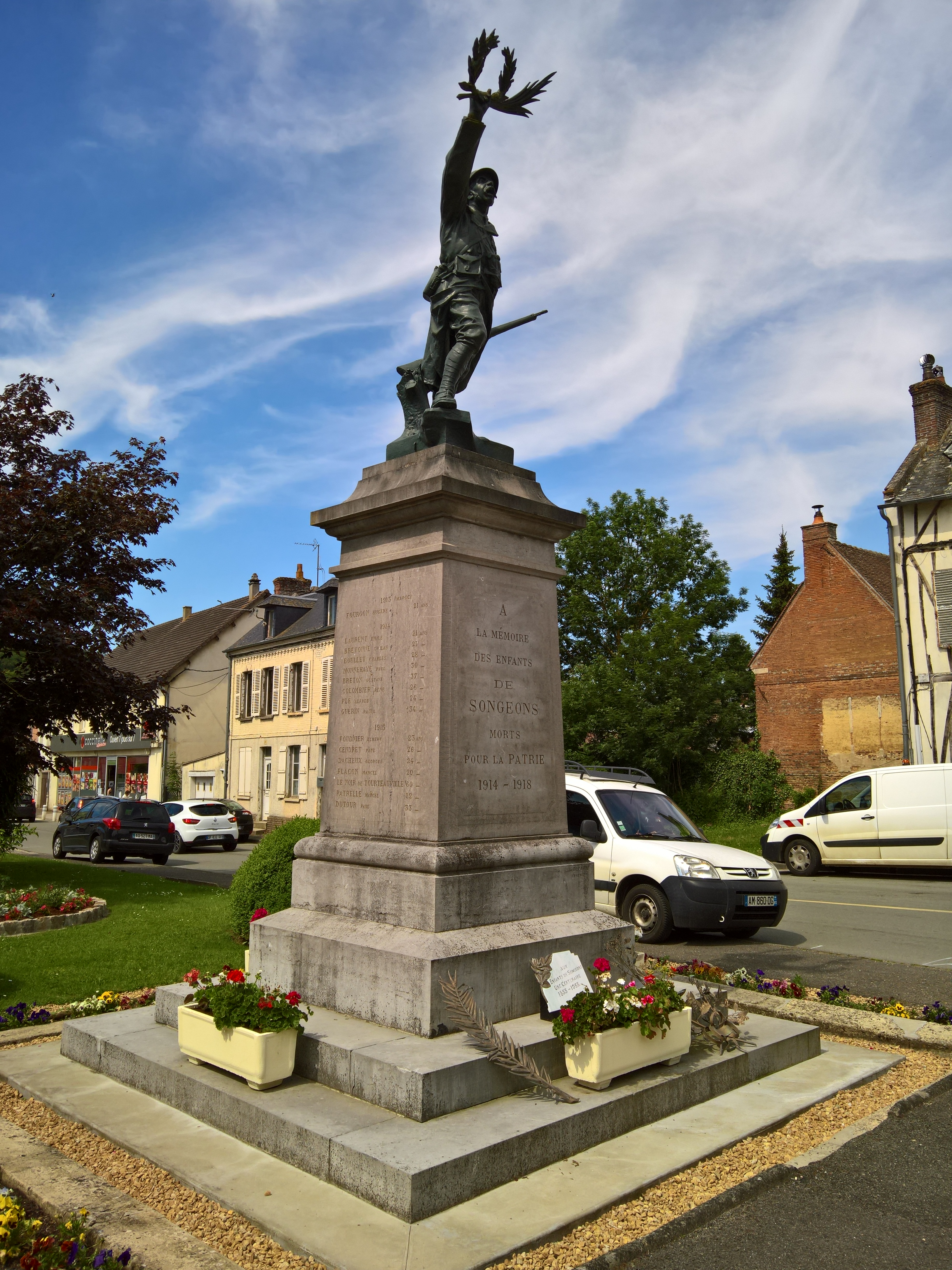
Gefallenendenkmal